# Abraham Yehoshua Heshel
El Rabino Abraham Yehoshua Heshel popularmente conocido como Apter Rebe, nació en Żmigród, Polonia, en 1748 y murió en Medzhybizh, Imperio ruso (ahora Ucrania) en 1825.

## Carrera rabínica
Era un descendiente de rabinos, tanto del lado de su padre como del de su madre, Abraham Yehoshua Heshel mostró aptitudes prometedoras incluso a una edad temprana. Estudió con Elimelech de Lizensk. Se convirtió en un portavoz del creciente movimiento jasídico en Polonia. Comenzó su carrera como rabino de Kolbuszowa. En 1800 aceptó el puesto de rabino de Opatów (Apta). En 1808 fue elegido como rabino de Iași, en la región de Moldavia Occidental. 
A raíz de la lucha comunal, se vio obligado a abandonar su puesto y se estableció en Medzhybizh, el hogar del Baal Shem Tov y la cuna del jasidismo, donde se dedicó por completo al estudio y la difusión del judaísmo jasídico.
Fue llamado Ohev Israel ("Amante de Israel"), un nombre que se convirtió en el título de la colección publicada de sus pensamientos organizados de acuerdo con las porciones semanales de la Torá.
Fue enterrado en Medzhybizh, cerca del Baal Shem Tov. Fue el fundador de la dinastía rabínica Apt-Zinkov-Kopishnitz.